# Vysočina
Region Vysočina (tjeckiska: Kraj Vysočina, 'Högländerna') är en administrativ del i den centrala delen av Tjeckien. Regionens huvudort är Jihlava. Regionens area är på 6 795,7 kvadratkilometer, och invånarantalet i den relativt glest befolkade regionen är på en dryg halv miljon människor.

## Geografi
Regionen täcker en stor del av de historiska böhmisk-mähriska högländerna, ett kulligt landskap i gränstrakterna mellan Böhmen och Mähren. På två platser – Žďárské vrchy i norr och Jihlavské vrchy i söder – når man över 800 meters höjd över havet. Den centraleuropeiska vattendelaren löper genom området; i söder avrinner vattnet mot Donau och i norr mot Elbe.

## Ekonomi
Jihlava är den äldsta gruvorten i Tjeckien, och under medeltiden var staden med dess silvergruvor en av de rikaste i området. Malmfälten sträcker sig över gränsen till Mähren i öster.
Tjeckiens huvudväg, motorvägen D1, löper genom regionen mellan Prag och Brno.

## Befolkning
Invånarna bor bland annat i ett drygt tusental större eller mindre samhällen, sammanbundna med ett ett tätt vägnät. Fem tätorter är på mer än 20 000 invånare, inklusive 50 000 i huvudorten Jihlava.

## Kultur
I området finns tre av Unescos världsarv. Dessa är den historiska centralorten Telč, Johannes Nepomuks pilgrimskyrka vid Zelená Hora i kommunen Žďár nad Sázavou samt den judiska staden och Sankt Prokopios-basilikan i Třebíč.
I Vysočina finns Tjeckiens största tävlingsplats för skidskytte – utanför Nové Město na Moravě.